# اسکودو اسپانیایی

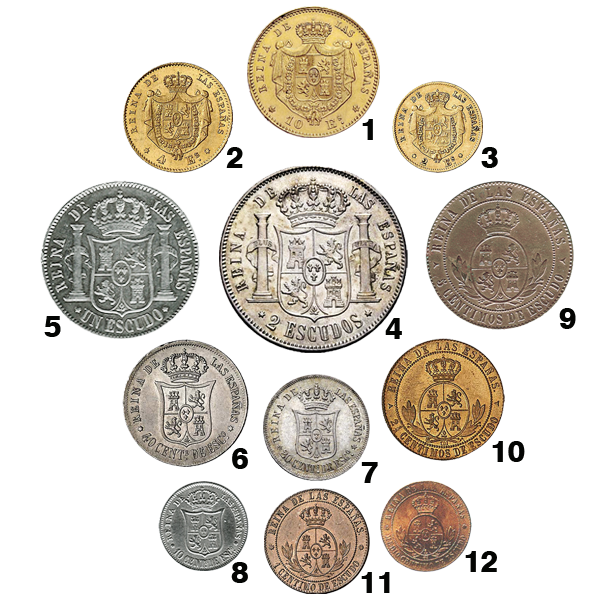
سکه‌های اسکودو اسپانیایی (انواع مختلف)

اسکودو یکی از دو واحد پول اسپانیایی بود.

## اسکودو طلا

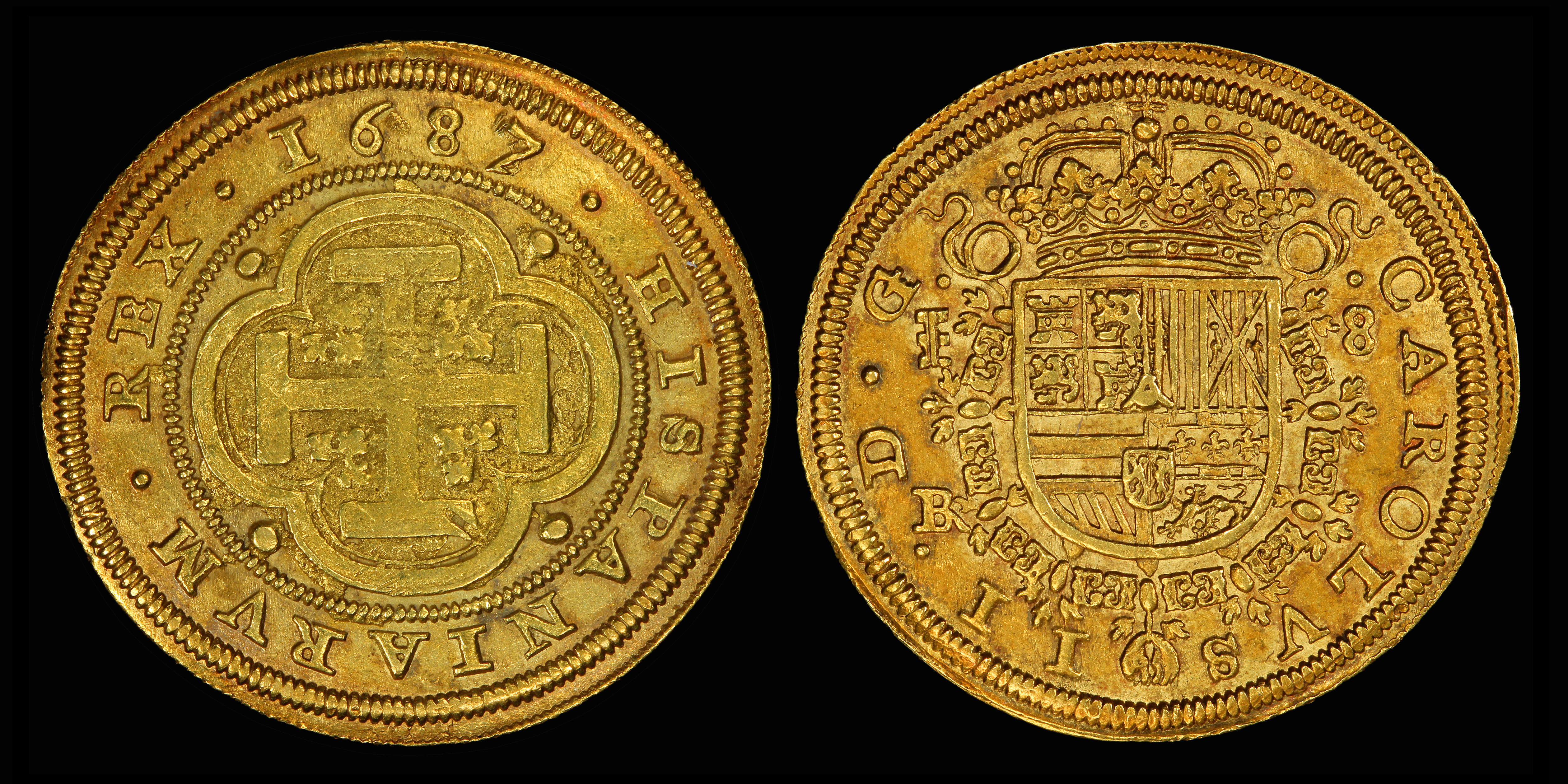
هشت اسکودو اسپانیایی (۱۶۸۷)

نخستین اسکودو یک سکه طلا بود که در سال ۱۵۳۵/۱۵۳۷ معرفی شد، با سکه‌هایی که تا سال ۱۸۳۳ به اسکودو صادر می‌شد. در ابتدا ۱۶ رئال ارزش داشت. زمانی که رئال‌های مختلف معرفی شدند، اسکودو در سال ۱۶۴۲ به ۱۶ رئال د پلاتا و سپس ۱۶ رئال د پلاتا فوئرت یا ۴۰ رئال از سال ۱۷۳۷ تبدیل شد.

### سکه
سکه‌های طلا در عناوین ۱⁄۲، ۱، ۲، ۴ و ۸ اسکودو منتشر شد که سکه ۲ اسکودو به نام دوبلون شناخته می‌شود. میان سال‌های ۱۸۰۹ و ۱۸۴۹، سکه‌های ۸۰، ۱۶۰ و ۳۲۰ رئال (de vellon) منتشر شد که از نظر محتوایی و ارزش طلا معادل سکه‌های ۲، ۴ و ۸ اسکودو بود. بیشتر آنها در مادرید ضرب شده‌اند که با علامت M بالا نوشته شده یا در سویل علامت S در زیر و سمت چپ نشان سلطنتی نشان داده شده است. حروف اول ضرابخانه در طرف مقابل ظاهر شد.

## اسکودوی نقره‌ای
دومین اسکودو واحد پول اسپانیا میان سال‌های ۱۸۶۴ و ۱۸۶۹ بود. به ۱۰۰ سانتیموس د اسکودو تقسیم شد. اسکودو با نرخ ۱۰ رئال = ۱ اسکودو جایگزین رئال شد. زمانی که اسپانیا به اتحادیه پولی لاتین ملحق شد، پزوتا با نرخ ۲۱⁄۲ پستا = ۱ اسکودو جایگزین آن شد، زمانی که اسپانیا به اتحادیه پولی لاتین پیوست. اسکودوی نقره‌ای بعدی یک‌چهارم اسکودوی طلای پیشین ارزش داشت.

### سکه
سکه‌های مسی با عناوین ۱⁄۲ ،۲۱⁄۲ و ۵ سانتیموس؛ سکه‌های نقره ۱۰، ۲۰ و ۴۰ سانتیموس، ۱ و ۲ اسکودو؛ و سکه‌های طلا ۲، ۴ و ۱۰ اسکودو. اسکودو ۱ در سال ۱۸۶۴ معرفی شد و به دنبال آن سکه‌های نقره و طلا در سال ۱۸۶۵ و سکه‌های مسی در سال ۱۸۶۶ معرفی شدند. تمام سکه‌ها تا سال ۱۸۶۸ ضرب شدند و ۱۰ اسکودو نیز در سال ۱۸۷۳ در دوران جمهوری اول ضرب شد.

## پیوند به یرون
- ضرب سکه استعماری آمریکای اسپانیایی: مقدمه‌ای از دانیل فرانک سدویک